# شکل شاه
شکل شاه اثری تاریخی است در منطقهٔ لاریجان شهرستان آمل که به دستور ناصرالدین‌شاه قاجار از شمایل وی و تنی چند از ملازمانش بر دل صخره‌ای بر سر راه تاریخی هراز (تنگه بند بریده) و در نزدیکی چشمهٔ آب معدنی استراباکو، در تاریخ ۱۲۹۵ ه‍.ق حجاری شده‌است.

## اطلاعات کتیبه و نام رجال حاضر در کتیبه
این اثر کتیبه و شکل کنده‌کاری‌شده در دل کوه است و اثر مشابهش در تنگه واشی است که تصویر فتحعلی‌شاه قاجار را نمایش داده‌است. رکن‌الاسفار، از معاصران ناصرالدین‌شاه که هردو اثر و هر دو پادشاه را دیده‌است نیز نظر مشابهی دارد.
با به قدرت رسیدن قاجاریان و انتخاب تهران به‌عنوان پایتخت، به دستور ناصرالدین‌شاه قاجار مسیرهای قدیمی و مال‌رو در دره‌های هراز و چالوس تعمیر و به راه ارابه‌رو تبدیل گشتند. در سال ۱۲۹۰ ه‍.ق)، ناصرالدین‌شاه مجدداً دستور به بهسازی مسیر لاریجان (جادهٔ هراز) داده و «حسنعلی‌خان وزیر» را به سرپرستی این کار منصوب نمود. وی نیز با همکاری «گاستیگیرخان»، مهندس اتریشی که در خدمت دولت ایران بود، جاده را به اندازه‌ای پهن کرد که دو ارابه بتوانند از آن عبور کنند.
در سال ۱۲۹۵ ه‍.ق) و با اتمام عملیات ساخت این راه، به عنوان یادبود نقشی از شاه قاجار در یکی از صعب‌العبورترین نقاط این مسیر به نام «تنگهِ بندِ بریده» به مناسبت بازسازی و ساخت جادهٔ قدیم مازندران حجاری شده‌است. این نقش برجسته در بستری مستطیل شکل، آراسته به اشعاری در قاب‌های سجاده‌ای دیده می‌شود. در این تصویر ناصرالدین‌شاه سوار بر اسب در وسط و ده تن از ملازمان کشوری و لشکری ملبس به پوشاک رسمی «سرداری» که در ترنج‌های نزدیک به سر هر یک از آن‌ها معرفی شده‌اند و در دو سوی او به نمایش درآمده، دیده می‌شوند. در دورادور نقش برجسته که حدود ۸ متر طول و ۴ متر ارتفاع دارد، کتیبه‌های حجاری شده در قاب‌هایی تعبیه شدند که شامل چند بیت شعر در مدح ناصرالدین‌شاه، سختی عبور و مرور راه لاریجان و فرمان شاه در خصوص تعمیر و مرمت آن است. در وسط نقش و زیر سم اسب ناصرالدین‌شاه عبارت “عمل کمترین علی اکبر فی سنه ۱۲۹۵” و در بالای سر افرادی که نقش آن‌ها حک شده، القاب یا سمت آنان با قلم ریز و خط شکسته نقر شده‌است. بالای سر ناصرالدین‌شاه این عبارت؛ تمثال بی‌مثال همایونی و بالای سر ده نفر از درباریان عبارت
نواب وجیه الله میرزا
مقرب‌الخاقان آجودان مخصوص (رضاخان اقبال‌السلطنه عکاس‌باشی)
وزیر فواید (حسنعلی‌خان امیرنظام گروسی)
جناب سپهسالار اعظم (میرزا حسین‌خان سپهسالار)
جناب آقا (میرزا یوسف‌خان مستوفی‌الممالک)
آقای نایب‌السلطنه (کامران میرزا)
اعتضادالسلطنه (علیقلی میرزا)
جناب عضدالملک قوانلو (علیرضاخان)
جناب امین‌الممالک (علی‌خان)
مقرب‌الخاقان مهدی‌قلی‌خان مجدالدوله نوشته شده‌است.

## موقعیت
از جادهٔ کنونی هراز، نسبت به این اثر تاریخی دیدی وجود ندارد چرا که پشت تونل وانا (تونل طویلی بعد از روستای بایجان و قبل از منطقهٔ امیری در مسیر آمل به تهران) قرار دارد. امروزه ساده‌ترین راه دسترسی به آن حرکت پیاده از جبههٔ جنوبی تونل وانا به سمت شمال پس از گذر از رودخانه و با حدود ۱۰ دقیقه پیاده‌روی است.
در خلال جنگ جهانی دوم بخشی از این اثر تاریخی به جهت تیراندازی سربازان شوروی سابق به آن از بین رفته‌است.